# Relmo
Relmo es una localidad de la provincia de La Pampa, Argentina. Pertenece al Departamento Quemú Quemú.

## Población
Contó con 120 habitantes (Indec, 2010), lo que representó un incremento del 42% frente a los 84 habitantes (Indec, 2001) del censo anterior.
El censo nacional 2022 arrojó 143 habitantes y 71 viviendas. Esto la situó como la segunda comisión de fomento menos poblada de la provincia.
| Gráfica de evolución demográfica de Relmo entre 1991 y 2022 |
|                                                             |
| Fuente: Censos nacionales del INDEC                         |